# Yvonne Tengbom-Wennerholm
Yvonne Birgitta Tengbom-Wennerholm, född 26 december 1905 i Paris, död 12 februari 2003 i Engelbrekts församling i Stockholm, var en svensk målare och konsthantverkare.
Hon var dotter till slottsarkitekten Ivar Justus Tengbom och Hjördis Fredrika Nordin och från 1930 gift med Eric Göran Malcolm Wennerholm samt systerdotter till Alice Maria Nordin. Tengbom-Wennerholm studerade två år vid Tekniska skolan och två år vid Högre konstindustriella skolan och vid Otte Skölds målarskola i Stockholm där Sköld imponerades av hennes skapande så han ordnade att hon kunde studera för honom som extraelev vid Kungliga konsthögskolan. Under en studieresa till Tjeckoslovakien fick hon möjlighet att studera en tid för Oki Brázda. Hon medverkade i Dalarnas konstförenings salonger. Förutom målningar består hennes arbeten av mosaik och glaskonst. Vid sidan av sitt eget skapande var hon ordförande i Föreningen Handarbetets vänner 1946–1950. Bland hennes offentliga arbeten märks en altartavla för Yttermalungs kapell i Dalarna.
Tengbom-Wennerholm är representerad vid Nationalmuseum i Stockholm. Makarna Wennerholm är begravda på Överenhörna kyrkogård.